# 伊芝迪
伊芝迪（1922年2月18日—2011年12月7日），葡萄牙軍人、政治家。
出生在托馬爾。1940年加入葡萄牙陸軍，成為步兵。曾參加葡萄牙殖民地戰爭，鎮壓安哥拉的獨立運動。1979年至1981年擔任澳門總督。1981年被調回國內，擔任葡萄牙武裝部隊參謀部將軍直到1984年。